# Charles De Ketelaere
Charles De Ketelaere, parfois surnommé CDK, né le 10 mars 2001 à Bruges en Belgique, est un footballeur international belge qui joue au poste de milieu de terrain ou d'attaquant à l'Atalanta Bergame.

## Biographie

### En club

#### Jeunesse
Pratiquant le football mais également le tennis où il est un espoir national, Charles De Ketelaere doit à 16 ans choisir entre ces deux sports sous la pression de ses parents. Il opte pour le football qu'il pratique alors au sein du Club Bruges KV.

#### Club Brugge KV (2019-2022)
Il joue son premier match professionnel avec le Club Bruges KV en Coupe de Belgique le 25 septembre 2019 contre le Royal Francs-Borains.
Il fait ses débuts en Ligue des champions avec Bruges le 22 octobre 2019, contre le Paris Saint-Germain, alors qu'il a seulement 18 ans.
De Ketelaere a fait ses débuts en Jupiler Pro League le 22 novembre 2019. Lors d'un match à domicile contre le KV Ostende, il remplace Hans Vanaken après 76 minutes de jeu. Le Club de Bruges remporte le match 2-0. Quatre jours plus tard, il est titularisé pour la première fois en Ligue des champions au détriment de Mats Rits par Philippe Clement contre Galatasaray.
Le Club de Bruges ayant passé l'hiver européen grâce à sa troisième place qualificative pour les barrages de Ligue Europa joue contre Manchester United. Au match aller, il est entré alors que le score était 1-1, au match retour (5-0), le Club de Bruges était mené 3-0 lorsque De Ketelaere est entré en jeu. Il livre néanmoins une excellente performance contre le club anglais en étant le plus menaçant sur le terrain.
À partir des mois de janvier et février 2020, De Ketelaere a été de plus en plus employé en tant qu'attaquant. Il a été définitivement titularisé après quelques grosses performances pour la suite de la saison du Club de Bruges. Le 19 janvier 2020, De Ketelaere, qui a remplacé Siebe Schrijvers après 74 minutes de jeu, fait une passe décisive à Hans Vanaken contre le Sporting d'Anderlecht (1–2). Le 5 février 2020, De Ketelaere marque son premier but en tant que footballeur professionnel et qualifie son club pour sa première finale de coupe depuis 2016. Le 1er mars 2020, De Ketelaere marque son premier but en Jupiler Pro League, après trois minutes dans la Cegeka Arena contre le champion en titre du KRC Genk. Le Club de Bruges a remporté le match 1-2.
À la suite de la pandémie de Covid-19, le Championnat de Belgique de football 2019-2020 est arrêté mais le Club Bruges KV sera sacré champion de Belgique après seulement 29 journées de championnat. Il s'agit du premier titre collectif de De Ketelaere en tant que joueur professionnel.
Dès lors il est considéré comme l'un des plus grands talents belge au même titre que Yari Verschaeren ou Jérémy Doku.
Le 20 octobre 2020, il marque son premier but en Ligue des champions contre le Zénith Saint-Pétersbourg. Il a marqué dans les derniers instants de la rencontre ce qui a permis au Club de remporter le match.
Il récidive contre ce même club russe le 2 décembre, cette victoire permet au Club Bruges KV d'accéder aux barrages de Ligue Europa.
Le Club Bruges KV sera sacré en fin de saison champion de Belgique. CDK est l'un des principaux acteurs de ce sacre.
Pendant la campagne de Ligue des champions 2021-2022, il réalise de grosses performances aux côtés de Noa Lang et Hans Vanaken contre le RB Leipzig, le Paris Saint-Germain et Manchester City.
Le 1er décembre 2021, lors du match de coupe contre le KRC Genk, De Ketelaere a inscrit un doublé pour finalement l'emporter après les tirs au but.
Le 12 janvier 2022, De Ketelaere a pris la troisième place du Soulier d'or belge et a de nouveau remporté le trophée du 'Jeune Pro de l'année'.
Le 15 mai 2022, De Ketelaere et le Club Bruges KV célèbre le troisième titre national consécutif avec le Club de Bruges au Bosuil de l'Antwerp.
A ce moment là il est courtisé par de grands clubs européens comme Leicester, le Paris Saint-Germain, le Real Madrid et l'AC Milan.
Etant sur le départ, il ne joue pas lors de la Supercoupe de Belgique contre La Gantoise malgré les cris du public qui voulait le voir jouer une dernière fois avec les couleurs Blauw en Zwart. Le Club remporte la coupe et De Ketelaere sera ovationné grandement par les supporters du Club Bruges KV.
Il sera le transfert sortant record de Jupiler Pro League.

#### AC Milan (2022-2023)
Le 2 août 2022, il quitte le Club Bruges KV afin de rejoindre l'AC Milan pour un montant de 32 millions d'euros. Il s'engage pour cinq saisons et porte le numéro 90 et a un profil censé être compatible avec l'attaquant milanais Olivier Giroud. Il arrive à Milan comme une véritable star, d'énormes attentes sont placées en lui. Il doit être la nouvelle pièce maîtresse de l'attaque de l'AC Milan aux côtés de Rafael Leão. Il est notamment comparé à Kaká et à Kevin De Bruyne. Lors de son premier match amical, il marque un triplé en moins de 30 minutes contre Pergolettese.
Après de premières apparitions convaincantes en Serie A, il ne répond finalement pas aux grandes attentes des supporters en terminant la saison avec seulement une petite passe décisive (pour Rafael Leão) en quarante rencontres disputées. Après le départ de Paolo Maldini, qui était le principal défenseur de De Ketelaere dans la direction de l'AC Milan, la direction américaine cherchant à lui trouver une porte de sortie pour récupérer une partie de l'indemnité transfert décida de le mettre sur la liste des transferts. Les médias évoquent plusieurs clubs comme possible destination, à l'image du RC Lens, l'Olympique de Marseille ou la Real Sociedad.

#### Atalanta Bergame (depuis 2023)
Après seulement une saison, il quitte finalement l'AC Milan pour l'Atalanta Bergame, sous la forme d'un prêt de trois millions d'euros, avec une option d'achat de 22 millions d'euros hors bonus, et l'objectif de s'y relancer après un passage mitigé du côté du chef-lieu lombard. À Bergame, il récupère le numéro 17 imitant l'un de ses modèles Kevin De Bruyne,, alors qu'il est annoncé comme le joueur le mieux payé de l'effectif bergamasque. Dès son premier entrainement il fait forte impression à son coach Gian Piero Gasperini.
Le 20 août 2023, il joue son premier match avec l'Atalanta contre Sassuolo et il y inscrit son premier but en Serie A. Son équipe remporte la rencontre 2 à 0. Il inscrit son deuxième but avec Bergame d'une tête le 21 septembre lors d'une rencontre de Ligue Europa contre Raków son premier dans cette compétition. Le 9 décembre, il retrouve l'équipe à laquelle il appartient, l'AC Milan, après avoir manquer une occasion de but après 8 minutes de jeu il est passeur décisif pour Ademola Lookman à la 55e minute de jeu. L'Atalanta remportera ce match 3-2 grâce à un but décisif de Luis Muriel en fin de rencontre.[réf. nécessaire]
Le 22 mai 2024, il remporte l'Europa League par 3-0 contre le Bayer Leverkusen, appelé les invincibles. Ils n'avaient plus perdus de matchs depuis 51 confrontations. Ce soir là, Charles De Ketelaere est sorti à la 55ème d'un match très tactique. Il remporte son premier sacre européen à l'âge de 23 ans. Il est un « élément clé » de Gasperini dans le parcours européen de l'Atalanta.
L'Atalanta lève l'option d'achat et officialise son transfert définitif le 15 juin 2024.

### En sélections nationales

#### En catégories jeunes
Avec les moins de 16 ans, il inscrit, en avril 2017, un but lors d'un match amical contre la Suède (victoire 1-6).
Avec les moins de 19 ans, il marque un but le 10 septembre 2019 lors d'un match amical face à la Tchéquie (2-2), un but le 13 novembre 2019 lors d'une victoire 0-3 face à l'Islande et un but le 16 novembre 2019 lors d'une rencontre gagnée 2-1 face à l'Albanie.
Avec les espoirs, il inscrit le 8 septembre 2020 un but lors d'une rencontre de qualifications pour l'Euro espoirs contre l'Allemagne (victoire 4-1).
Il participe à Euro espoirs 2023 dans l'objectif de se relancer après une saison compliquée à Milan. Après un premier match de haut niveau il sera de moins en moins visible lors des 2 autres rencontres de la phase de poules. La Belgique, manquant grandement de réalisme, terminera dernière du groupe A.

#### En équipe première
Le 11 novembre 2020, lors d'un match amical entre la Belgique et la Suisse à Louvain, il entre en jeu à la 91e minute à la place de Thorgan Hazard (victoire 2-1).
Le 10 octobre 2021, pendant le match pour la 3ème place de la Ligue des Nations face à l’Italie à Turin, il marque à la 86e minute de jeu d’un ballon entre les jambes de Gianluigi Donnarumma (défaite 1-2). Il s’agit de son premier but en sélection avec les Diables Rouges.

##### Coupe du monde 2022
Le 10 novembre 2022, il est sélectionné par Roberto Martínez pour participer à la Coupe du monde 2022. Il entre à un quart d'heure de la fin lors du match contre le Maroc étant trop peu trouvé, il ne peut empêcher la débâcle des diables rouges qui perdent 2-0. La Belgique sera éliminée après un score vierge contre la Croatie.

##### Éliminatoires Euro 2024
Il est sélectionné par Domenico Tedesco pour disputer les rencontres qualificatives à l'Euro 2024 de septembre. Il jouera une vingtaine de minutes contre l'Estonie et marquera son deuxième but avec les diables rouges sur une passe décisive de Jérémy Doku portant le score à 5 buts à 0.
Le 16 août 2023, il est titulaire lors du match contre la Suède, il réalise une bonne prestation malgré de nombreux contacts rugueux subis. Le match est finalement interrompu à la mi-temps lorsque le score est de 1-1 à la suite de la fusillade du 16 octobre 2023 à Bruxelles.

#### Euro 2024
Le 28 mai 2024, il est retenu parmi les 25 joueurs belges convoqués par Domenico Tedesco pour participer à l'Euro 2024.

## Statistiques

### En club
| Saison                | Club                    | Championnat           | Championnat | Championnat | Championnat | Coupe(s) nationale(s) | Coupe(s) nationale(s) | Coupe(s) nationale(s) | Supercoupe | Supercoupe | Supercoupe | Compétition(s) continentale(s) | Compétition(s) continentale(s) | Compétition(s) continentale(s) | Compétition(s) continentale(s) | Autres compétitions | Autres compétitions | Autres compétitions | Autres compétitions | Total | Total | Total |
| Saison                | Club                    | Division              | M.          | B.          | P.d.        | M.                    | B.                    | P.d.                  | M.         | B.         | P.d.       | Comp.                          | M.                             | B.                             | P.d.                           | Comp.               | M.                  | B.                  | P.d.                | M.    | B.    | P.d.  |
| 2019-2020             | Club Bruges KV          | Division 1A           | 13          | 1           | 1           | 6                     | 1                     | 1                     | -          | -          | -          | C1+C3                          | 4+2                            | 0+0                            | 0+0                            | -                   | -                   | -                   | -                   | 25    | 2     | 2     |
| 2020-2021             | Club Bruges KV          | Division 1A           | 32          | 3           | 4           | 1                     | 0                     | 0                     | -          | -          | -          | C1+C3                          | 6+1                            | 2+0                            | 2+0                            | PO1                 | 6                   | 0                   | 2                   | 46    | 5     | 8     |
| 2021-2022             | Club Bruges KV          | Division 1A           | 33          | 14          | 7           | 3                     | 4                     | 1                     | 1          | 0          | 0          | C1                             | 6                              | 0                              | 1                              | PO1                 | 6                   | 0                   | 1                   | 49    | 18    | 10    |
| Sous-total            | Sous-total              | Sous-total            | 78          | 18          | 12          | 10                    | 5                     | 2                     | 1          | 0          | 0          | -                              | 19                             | 2                              | 3                              | -                   | 12                  | 0                   | 3                   | 120   | 25    | 20    |
| 2022-2023             | AC Milan                | Serie A               | 32          | 0           | 1           | 1                     | 0                     | 0                     | 1          | 0          | 0          | C1                             | 6                              | 0                              | 0                              | -                   | -                   | -                   | -                   | 40    | 0     | 1     |
| 2023-2024             | Atalanta Bergame (prêt) | Serie A               | 35          | 10          | 8           | 4                     | 2                     | 1                     | -          | -          | -          | C3                             | 11                             | 2                              | 2                              | -                   | -                   | -                   | -                   | 50    | 14    | 11    |
| 2024-2025             | Atalanta Bergame        | Serie A               | 36          | 7           | 8           | 2                     | 2                     | 0                     | 1          | 0          | 0          | C1                             | 10                             | 4                              | 5                              | SCU                 | 1                   | 0                   | 0                   | 50    | 13    | 13    |
| Sous-total            | Sous-total              | Sous-total            | 71          | 17          | 16          | 6                     | 4                     | 1                     | 1          | 0          | 0          | -                              | 21                             | 6                              | 9                              | -                   | 1                   | 0                   | 0                   | 100   | 27    | 26    |
| Total sur la carrière | Total sur la carrière   | Total sur la carrière | 181         | 33          | 29          | 17                    | 9                     | 3                     | 3          | 0          | 0          | -                              | 46                             | 8                              | 12                             | -                   | 13                  | 0                   | 3                   | 260   | 50    | 47    |

### En sélections nationales
| Saison                | Sélection             | Phases finales         | Phases finales | Phases finales | Phases finales | Éliminatoires CDM | Éliminatoires CDM | Éliminatoires CDM | Éliminatoires EURO | Éliminatoires EURO | Éliminatoires EURO | Ligue des Nations | Ligue des Nations | Ligue des Nations | Matchs amicaux | Matchs amicaux | Matchs amicaux | Total | Total | Total |
| Saison                | Sélection             | Compétition            | M              | B              | Pd             | M                 | B                 | Pd                | M                  | B                  | Pd                 | M                 | B                 | Pd                | M              | B              | Pd             | M     | B     | Pd    |
| --------------------- | --------------------- | ---------------------- | -------------- | -------------- | -------------- | ----------------- | ----------------- | ----------------- | ------------------ | ------------------ | ------------------ | ----------------- | ----------------- | ----------------- | -------------- | -------------- | -------------- | ----- | ----- | ----- |
| 2020-2021             | Belgique              | -                      | -              | -              | -              | -                 | -                 | -                 | -                  | -                  | -                  | -                 | -                 | -                 | 1              | 0              | 0              | 1     | 0     | 0     |
| 2021-2022             | Belgique              | Ligue des nations 2021 | 1              | 1              | 0              | 2                 | 0                 | 0                 | -                  | -                  | -                  | 2                 | 0                 | 0                 | 2              | 0              | 0              | 7     | 1     | 0     |
| 2022-2023             | Belgique              | Coupe du monde 2022    | 1              | 0              | 0              | -                 | -                 | -                 | 0                  | 0                  | 0                  | 2                 | 0                 | 0                 | 1              | 0              | 0              | 4     | 0     | 0     |
| 2023-2024             | Belgique              | Euro 2024              | 1              | 0              | 0              | -                 | -                 | -                 | 2                  | 1                  | 0                  | -                 | -                 | -                 | 1              | 0              | 0              | 4     | 1     | 0     |
| 2024-2025             | Belgique              | -                      | -              | -              | -              | 0                 | 0                 | 0                 | -                  | -                  | -                  | 5                 | 0                 | 0                 | -              | -              | -              | 5     | 0     | 0     |
| Total sur la carrière | Total sur la carrière | Total sur la carrière  | 3              | 1              | 0              | 2                 | 0                 | 0                 | 2                  | 1                  | 0                  | 9                 | 0                 | 0                 | 5              | 0              | 0              | 21    | 2     | 0     |

### Matchs internationaux
| Matchs internationaux de Charles de Ketelaere, | Matchs internationaux de Charles de Ketelaere, | Matchs internationaux de Charles de Ketelaere,    | Matchs internationaux de Charles de Ketelaere, | Matchs internationaux de Charles de Ketelaere, | Matchs internationaux de Charles de Ketelaere, | Matchs internationaux de Charles de Ketelaere, | Matchs internationaux de Charles de Ketelaere,                                |
| #                                              | Date                                           | Lieu                                              | Adversaire                                     | Résultat                                       | Compétition                                    | Club                                           | Notes                                                                         |
| ---------------------------------------------- | ---------------------------------------------- | ------------------------------------------------- | ---------------------------------------------- | ---------------------------------------------- | ---------------------------------------------- | ---------------------------------------------- | ----------------------------------------------------------------------------- |
| 1                                              | 11 novembre 2020                               | Stade Den Dreef, Louvain, Belgique                | Suisse                                         | V 2 - 0                                        | Match amical                                   | Club Bruges KV                                 | Entre en jeu à la place de Thorgan Hazard à la 91e minute de jeu.             |
| 2                                              | 10 octobre 2021                                | Juventus Stadium, Turin, Italie                   | Italie                                         | D 1 - 2                                        | Ligue des nations 2020-2021                    | Club Bruges KV                                 | Buteur, entre en jeu à la place d'Alexis Saelemaekers à la 59e minute de jeu. |
| 3                                              | 13 novembre 2021                               | Stade Roi Baudouin, Bruxelles, Belgique           | Estonie                                        | V 3 - 1                                        | Éliminatoires de la Coupe du monde 2022        | Club Bruges KV                                 | Entre en jeu à la place de Kevin De Bruyne à la 83e minute de jeu.            |
| 4                                              | 16 novembre 2021                               | Cardiff City Stadium, Cardiff, Pays de Galles     | Pays de Galles                                 | N 1 - 1                                        | Éliminatoires de la Coupe du monde 2022        | Club Bruges KV                                 | Titulaire, remplacé par Alexis Saelemaekers à la 59e minute de jeu.           |
| 5                                              | 26 mars 2022                                   | Aviva Stadium, Dublin, Irlande                    | République d'Irlande                           | N 1 - 1                                        | Match amical                                   | Club Bruges KV                                 | Titulaire, remplacé par Adnan Januzaj à la 75e minute de jeu.                 |
| 6                                              | 29 mars 2022                                   | Lotto Park, Bruxelles, Belgique                   | Burkina Faso                                   | V 3 - 0                                        | Match amical                                   | Club Bruges KV                                 | Titulaire, remplacé par Alexis Saelemaekers à la 53e minute de jeu.           |
| 7                                              | 8 juin 2022                                    | Stade Roi Baudouin, Bruxelles, Belgique           | Pologne                                        | V 6 - 1                                        | Ligue des nations 2022-2023                    | Club Bruges KV                                 | Entre en jeu à la place de Kevin De Bruyne à la 75e minute de jeu.            |
| 8                                              | 14 juin 2022                                   | Stade national, Varsovie, Pologne                 | Pologne                                        | V 1 - 0                                        | Ligue des nations 2022-2023                    | Club Bruges KV                                 | Entre en jeu à la place de Dries Mertens à la 80e minute de jeu.              |
| 9                                              | 22 septembre 2022                              | Stade Roi Baudouin, Bruxelles, Belgique           | Pays de Galles                                 | V 2 - 1                                        | Ligue des nations 2022-2023                    | AC Milan                                       | Entre en jeu à la place de Kevin De Bruyne à la 91e minute de jeu.            |
| 10                                             | 25 septembre 2022                              | Johan Cruyff Arena, Amsterdam, Pays-Bas           | Pays-Bas                                       | D 0 - 1                                        | Ligue des nations 2022-2023                    | AC Milan                                       | Entre en jeu à la place de Michy Batshuayi à la 46e minute de jeu.            |
| 11                                             | 27 novembre 2022                               | Stade d'Al-Thumama, Doha, Qatar                   | Maroc                                          | D 0 - 2                                        | Coupe du monde 2022                            | AC Milan                                       | Entre en jeu à la place de Michy Batshuayi à la 75e minute de jeu.            |
| 12                                             | 28 mars 2023                                   | RheinEnergieStadion, Cologne, Allemagne           | Allemagne                                      | V 3 - 2                                        | Match amical                                   | AC Milan                                       | Entre en jeu à la place de Romelu Lukaku à la 68e minute de jeu.              |
| 13                                             | 12 septembre 2023                              | Stade Roi Baudouin, Bruxelles, Belgique           | Estonie                                        | V 5 - 0                                        | Éliminatoires de l'Euro 2024                   | Atalanta Bergame                               | Buteur, entre en jeu à la place de Leandro Trossard à la 66e minute de jeu.   |
| 14                                             | 16 octobre 2023                                | Stade Roi Baudouin, Bruxelles, Belgique           | Suède                                          | N 1 - 1                                        | Éliminatoires de l'Euro 2024                   | Atalanta Bergame                               | Titulaire.                                                                    |
| 15                                             | 8 juin 2024                                    | Stade Roi Baudouin, Bruxelles, Belgique           | Luxembourg                                     | V 3 - 0                                        | Match amical                                   | Atalanta Bergame                               | Entre en jeu à la place de Kevin De Bruyne à la 72e minute de jeu.            |
| 16                                             | 1er juillet 2024                               | Düsseldorf Arena, Düsseldorf, Allemagne           | France                                         | D 0 - 1                                        | Euro 2024                                      | Atalanta Bergame                               | Entre en jeu à la place de Timothy Castagne à la 88e minute de jeu.           |
| 17                                             | 6 septembre 2024                               | Nagyerdei Stadion, Debrecen, Hongrie              | Israël                                         | V 3 - 1                                        | Ligue des nations 2024-2025                    | Atalanta Bergame                               | Entre en jeu à la place de Loïs Openda à la 64e minute de jeu.                |
| 18                                             | 9 septembre 2024                               | Parc Olympique lyonnais, Décines-Charpieu, France | France                                         | D 0 - 2                                        | Ligue des nations 2024-2025                    | Atalanta Bergame                               | Entre en jeu à la place de Loïs Openda à la 69e minute de jeu.                |
| 19                                             | 10 octobre 2024                                | Stade olympique, Rome, Italie                     | Italie                                         | N 2 - 2                                        | Ligue des nations 2024-2025                    | Atalanta Bergame                               | Titulaire, remplacé par Dodi Lukebakio à la 68e minute de jeu.                |
| 20                                             | 14 octobre 2024                                | Stade Roi Baudouin, Bruxelles, Belgique           | France                                         | D 1 - 2                                        | Ligue des nations 2024-2025                    | Atalanta Bergame                               | Titulaire, remplacé par Dodi Lukebakio à la 81e minute de jeu.                |
| 21                                             | 20 mars 2025                                   | Stade Enrique-Roca de Murcie, Murcie, Espagne     | Ukraine                                        | D 1 - 3                                        | Ligue des nations 2024-2025                    | Atalanta Bergame                               | Titulaire, remplacé par Dodi Lukebakio à la 70e minute de jeu.                |

### Buts internationaux
| Buts internationaux de Charles de Ketelaere, | Buts internationaux de Charles de Ketelaere, | Buts internationaux de Charles de Ketelaere, | Buts internationaux de Charles de Ketelaere, | Buts internationaux de Charles de Ketelaere, | Buts internationaux de Charles de Ketelaere, | Buts internationaux de Charles de Ketelaere, | Buts internationaux de Charles de Ketelaere, | Buts internationaux de Charles de Ketelaere, | Buts internationaux de Charles de Ketelaere, |
| #                                            | Date                                         | Lieu                                         | Adversaire                                   | Résultat                                     | Compétition                                  | Détail                                       | Détail                                       | Détail                                       | Cape                                         |
| -------------------------------------------- | -------------------------------------------- | -------------------------------------------- | -------------------------------------------- | -------------------------------------------- | -------------------------------------------- | -------------------------------------------- | -------------------------------------------- | -------------------------------------------- | -------------------------------------------- |
| 1                                            | 10 octobre 2021                              | Juventus Stadium, Turin, Italie              | Italie                                       | D 1 - 2                                      | Ligue des nations 2020-2021                  | 90+3e                                        | du pied gauche                               | 1-2                                          | 2e                                           |
| 2                                            | 12 septembre 2023                            | Stade Roi Baudouin, Bruxelles, Belgique      | Estonie                                      | V 5 - 0                                      | Éliminatoires de l'Euro 2024                 | 88e                                          | du pied gauche                               | 5-0                                          | 13e                                          |

## Palmarès

### En club
|  |  | Club Bruges KV - Championnat de Belgique (3) : - Champion : 2020, 2021 et 2022. - Coupe de Belgique : - Finaliste : 2020. - Supercoupe de Belgique (2) : - Vainqueur : 2021 et 2022. |  | Atalanta Bergame - Coupe d'Italie : - Finaliste : 2024. - Ligue Europa (1) : - Vainqueur : 2024. - Supercoupe de l'UEFA : - Finaliste : 2024. |

### En sélections nationales
|  |  | Belgique - Ligue des nations : - Quatrième : 2021. |

### Distinctions personnelles
- Espoir de l'année (Gala du sport belge) : 2020.
- Espoir de l'année (Soulier d'or) : 2020 et 2021.
- Jeune Pro de l'année : 2022.